# Орлов, Сергей Николаевич (Герой Российской Федерации)
Серге́й Никола́евич Орло́в (12 декабря 1972, Рязань, Рязанская область, СССР — 13 сентября 1999, у высоты 700.1, Дагестан, Россия, похоронен на Новогражданском кладбище в Рязани) — гвардии капитан ВС РФ, участник Первой чеченской войны и отражения вторжения боевиков в Дагестан, Герой Российской Федерации (2000, посмертно). Командир парашютно-десантной роты 119-го гвардейского ордена Александра Невского парашютно-десантного полка 106-й гвардейской Краснознамённой ордена Кутузова II степени воздушно-десантной дивизии.

## Биография
Родился 12 декабря 1972 года в Рязани. Русский. В 1990 году окончил местную среднюю школу № 58. Был командиром клуба «Юные друзья милиции».
- 1 августа 1990 года — в Вооружённых Силах, поступил в Рязанское высшее воздушно-десантное командное училище (6-я рота курсантов[2]), которое с отличием[1] окончил в 1994 году.
- С 1994 года служил в 119-м гвардейском парашютно-десантном полку 106-й гвардейской воздушно-десантной дивизии, сначала командир взвода, после заместитель командира роты по вооружению.
- С января по апрель 1995 года — участник первой чеченской войны в должности командира парашютно-десантного взвода.
- 17 октября 1995 года за проявленную в первой чеченской войне храбрость награждён медалью «За отвагу».
- С 23 апреля 1997 года — командир парашютно-десантной роты в 119-м гвардейском парашютно-десантном полку. По итогам 1998 года его рота признана лучшей в ВДВ России по боевой подготовке. Был зачислен в Военную академию имени М. В. Фрунзе, но ввиду начала новой войны к занятиям приступить не удалось.
- В 1999 году готовился лететь в составе миротворческих сил в Югославию, но получил назначение в Дагестан[1].
- С 20 августа 1999 года — участник Дагестанской войны.
- 8 сентября 1999 года в составе своей роты участвовал в 10-часовом бою за высоту 323.1 у села Гамиях.
- 13 сентября 1999 года капитан Орлов руководил действиями десантников в бою по захвату высоты 700.1; преследуя отступающего противника, погиб при подрыве машины на мине.

Похоронен на Новогражданском кладбище в Рязани.
Указом Президента Российской Федерации от 21 февраля 2000 года за мужество и героизм, проявленные при выполнении воинского долга в ходе контртеррористической операции в Северо-Кавказском регионе, гвардии капитану Орлову Сергею Николаевичу присвоено звание Героя Российской Федерации (посмертно).
Приказом Министра обороны Российской Федерации № 526 от 26 (по другим данным, 27-го) декабря 2001 года Орлов Сергей Николаевич зачислен в списки личного состава 119-го гвардейского парашютно-десантного полка.
Именем Героя в декабре 2001 года названа средняя общеобразовательная школа № 58, которую он окончил. На здании школы установлена мемориальная доска, в школе открыт музей Героя России Сергея Орлова.

## Семья
Отец — Орлов Николай Иванович, мать — Орлова Валентина Алексеевна, дочь Виктория.